# Arena Larvik
Arena Larvik este o arenă acoperită din Larvik, Norvegia. Ea a fost pregătită pentru darea în folosință în august 2009 și deschisă în septembrie 2009. Arena este utilizată în special pentru handbal, dar pardoseala sălii are marcaje permanente pentru baschet, volei și floorball.
Începând din septembrie 2009, Arena Larvik este terenul pe care se desfășoară meciurile de acasă ale echipei de handbal feminin Larvik HK. De asemenea, a fost una din sălile norvegiene selectate să găzduiască Campionatul European de Handbal Feminin din 2010.
Aeroportul cel mai apropiat de arenă este Sandefjord Torp.